# كريستيان مساروش
كريستيان مساروش مواليد 2 يوليو 1988 في سلافونسكي برود، جمهورية كرواتيا الاشتراكية، جمهورية يوغوسلافيا الاشتراكية الاتحادية، هو لاعب كرة مضرب كرواتي يلعب باليد اليمنى. أعلى تصنيف له في الفردي كان المركز الـ 190 في سنة 2014. أعلى تصنيف له في الزوجي كان المركز الـ 553 في سنة 2011.

## روابط خارجية
- كريستيان مساروش على موقع رابطة محترفي التنس (الإنجليزية)
- كريستيان مساروش على موقع الاتحاد الدولي لكرة المضرب (الإنجليزية)
- كريستيان مساروش على موقع خلاصة التنس.كوم (الإنجليزية)